# Pandeli Cale
Pandeli Cale (1879–1923) va ser un dels signants de la declaració d'independència d'Albània. Posteriorment va exercir com a Ministre d'Agricultura del Govern Provisional d'Albània.

## Biografia
Cale va néixer a Korçë el 28 de març de 1879. Va completar els estudis al Liceu Clàssic Francès d'Alexandria, Egipte. Entre 1900 i 1904, va treballar a la colònia albanesa de Bucarest, i va tornar a Albània el 1904. Enviat per la diàspora albanesa a Romania per ser el seu representant al sud d'Albània, Cale tenia com a objectiu influir en els cristians ortodoxos perquè s'unissin a una revolta si els musulmans i els seus beis s’aixecaven contra l’imperi. Cale també insistia en la formació de bandes guerrilleres i suggeria que s’havia de tenir cura a l’hora de triar-ne els líders entre els patriotes albanesos. Va ser un dels cofundadors del Comitè Secret Albanès a Salònica, juntament amb Themistokli Gërmenji i Midhat Frashëri. El 1908, va ser president de la societat Banda e Lirisë (Banda de la Llibertat). El febrer de 1909, va ser elegit secretari de la societat Lidhja Orthodhokse (Lliga Ortodoxa). Va ser força actiu durant les Revoltes Albaneses de 1910 – 1912. Va participar en la reunió del 5 de novembre de 1912 i va acompanyar voluntàriament Ismail Qemali en el seu camí cap a Albània.
El 28 de novembre de 1912, com a delegat de la regió de Korça, va signar la declaració d'independència d'Albània com a "Pandeli Cale". Va ser elegit Ministre d'Agricultura, Indústria i Comerç en el gabinet de Ismail Qemali. Va liderar les negociacions amb Comte Leopold Berchtold, ministre d'afers exteriors de Àustria-Hongria, i amb els ambaixadors britànic i italià, que van portar al suport d'aquests països a l'autonomia albanesa.
Els primers anys de la Primera Guerra Mundial van trobar Cale a Suïssa, Ucraïna, Bulgària i França. El 1919, va tornar a Albània. Se l’esmenta com a part de la delegació albanesa al Comitè de la Societat de Nacions de la Conferència de Pau de 1919, juntament amb Fan Noli, Hil Mosi, Gjergj Adhamidhi (Frashëri), fent pressió per a la sol·licitud d’ingrés d’Albània, que era contestada per Grècia i Iugoslàvia. Pandeli va ser el dissenyador i signant del Protocol de Kapshtica. Aquell mateix any va ser elegit alcalde de Korçë, i més tard, al febrer de 1921, membre del primer parlament albanès.
Cale va morir a causa de greus problemes de salut en un hospital de Salònica, Grècia.